# Virginal
Virginal je glasbilo s tipkami iz družine čembalov. V Evropi je bil priljubljen v obdobju pozne renesanse in zgodnjega baroka. Postal je izredno pomemben za razvoj klavirske igre, saj so se z njim razvili tudi številni novi in različni prijemi, pomemben pa je bil tudi za razvoj oblike.

## Opis
Virginal je manjša in preprostejša, pravokotna ali mnogokotna oblika čembala. Ima samo eno struno na noto, ki teče bolj ali manj vzporedno s klaviaturo, na dolgi strani ohišja. Veliko, če ne večina, inštrumentov je bilo zgrajenih brez nog in so jih za igranje postavili na mizo. Kasnejši modeli so bili izdelani z lastnimi stojali.
Virginali so bili na voljo v različnih velikostih. Nizozemski organist in čembalist Class Douwes (okoli 1650 – okoli 1725) omenja inštrumente od nazivnih 1,8 m do 0,76 m. Višinske razlike med modeli, ki so jih ponujale delavnice Ruckers, nikakor niso bile poljubne, ampak so ustrezale glasbenim intervalom tona, kvarte, kvince, oktave in devetne. Za te inštrumente so bile predlagane dodelitve višin na podlagi lestvic, ki jih je zagotovil Douwes. Večina sodobnih inštrumentov je v polni velikosti z višino 8' ali ottavini z višino 4', čeprav Ruckersovih inštrumentov z višino 4' ni ohranjenih in najverjetneje nobena ni bila izdelana v njegovi delavnici.

## Mehanizem
Mehanizem virginalov je enak kot pri čembalu, saj njegove žične strune ubira niz plekter, nameščenih v vtičnicah. Njegovo ohišje pa je pravokotno ali mnogokotno in en sam zbor strun – ena na noto – poteka približno vzporedno s klaviaturo. Strune se ubirajo blizu enega konca, kot pri čembalu ali, v primeru muselarja, bližje sredini, kar proizvede bolj flavti podoben ton, ki je znižan v zgornjih harmonikih.

## Etimologija
Izvor imena je nejasen. Morda izhaja iz latinskega virga, kar pomeni 'palica', morda se nanaša na lesene dvigalke, ki počivajo na koncih ključev, vendar to ni dokazano. Druga možnost je, da ime izhaja iz besede virgin (devica), saj so jo najpogosteje igrale mlade ženske ali iz njenega zvoka, ki je podoben glasu mlade deklice (vox virginalis). Nadaljnje mnenje je, da ime izhaja iz Device Marije, saj so ga nune uporabljale za spremljanje hvalnic v čast Devici.
V Angliji so v času elizabetinske in jakobske dobe vsako glasbilo s strunami s tipkami pogosto opisovali kot virginale in se je lahko enako nanašalo na čembalo ali morda celo na klavikord ali spinet. Tako so mojstrovine Williama Byrda in njegovih sodobnikov pogosto igrali na čembalih v polni velikosti, italijanskih ali flamskih, ne le na virginalih, kot jih imenujemo danes. Sodobna nomenklatura se je pogosto sklicevala na par virginalov, kar je impliciralo eno glasbilo, po možnosti čembalo z dvema registroma ali dvojni virginal (glej spodaj).

## Zgodovina
Tako kot čembalo izvira virginal iz psalterija, ki mu je bila dodana klaviatura, verjetno v 15. stoletju. Beseda se prvič omenja v Tractatus de musica Paulusa Paulirina iz Prage (1413–1471) okoli leta 1460, kjer piše: »Virginal je instrument v obliki klavikorda, ki ima kovinske strune, ki mu dajejo zven. Ima 32 nizov strun, ki se sprožijo z udarjanjem prstov po štrlečih tipkah, ki dajejo blag ton tako v celih kot v polstopanjih glas.« Oxfordski angleški slovar beleži njegovo prvo omembo v angleščini leta 1530, ko je angleški kralj Henrik VIII. Angleški kupil pet tako imenovanih glasbil. Majhne, zgodnje virginale so igrali v naročju ali pogosteje, na mizi, toda skoraj vsi poznejši primerki so imeli svoja stojala. Razcvet virginalov je bil od druge polovice 16. stoletja do konca 17. stoletja, do visokega baroka, ko ga je v Angliji zasenčil bentside spinet, v Nemčiji pa klavikord.

## Vrste

### Spinet virginals
Spinet virginale (ne zamenjujte s spinetom) so izdelovali predvsem v Italiji (italijansko spinetta), Angliji in Flandriji (nizozemsko spinetten). Klaviatura je postavljena levo od sredine, strune pa so ubrane na enem koncu, čeprav dlje od mostu kot pri čembalu. To je običajnejša ureditev za sodobne inštrumente in inštrument, opisan preprosto kot »deviški«, je verjetno virginalni spinet. Glavne razlike v konstrukciji so predvsem v postavitvi tipkovnice: italijanski instrumenti so vedno imeli tipkovnico, ki je štrlela iz ohišja, medtem ko so imeli severni virginali tipkovnice poglobljene v ohišje. Ohišja italijanskih inštrumentov so bila narejena iz čempresovega lesa in so bila občutljive izdelave, medtem ko so bili severni virginali običajno bolj trdno izdelani iz topola. Zgodnji italijanski virginali so bili običajno šesterokotne oblike, ohišje je sledilo linijam strun in mostov, nekaj zgodnjih flamskih primerkov je izdelanih podobno. Od približno leta 1580 pa so bili skoraj vsi virginali pravokotne oblike, italijanski modeli so pogosto imeli zunanje ohišje kot čembalo. Angleških virginalov je zelo malo preživelih, vsi so pozni. Na splošno sledijo flamski konstrukciji, vendar z obokanim pokrovom.

### Muselarke
Muselarje (tudi muselaar) so izdelovali samo v severni Evropi. Tukaj je klaviatura postavljena desno od sredine in strune so ubrane približno za eno tretjino vzdolž njihove zvočne dolžine. To daje topel, bogat, resonančen zvok z močnimi osnovnimi in šibkimi prizvoki. Vendar ima to svojo ceno: priključki in tipke za levo roko so neizogibno postavljeni na sredino zvočne plošče inštrumenta, zaradi česar je vsakršen mehanski hrup iz njih ojačan. Poleg mehanskega hrupa strune, ki vibrira proti padajočemu plektrumu, osrednja točka trzanja v basu oteži ponavljanje, ker gibanje strune, ki še zveni, ovira zmožnost plektra, da se ponovno poveže. Komentator iz 18. stoletja (Van Blankenberg, 1739) je zapisal, da muselarji »renčijo v basu kot mladi prašiči«. Tako je bil muselar bolj primeren za glasbo z akordi in melodijami brez zapletenih delov leve roke. Muselar bi lahko bil opremljen tudi z omejevalnikom, imenovanim harpichordium (tudi arpichordium), ki je sestavljen iz svinčenih kavljev, ki se narahlo nataknejo na konce basovskih strun na tak način, da struna, ki vibrira proti kavlju, povzroči brenčeč, hreščeč zvok.
Muselarke so bile priljubljene v 16. in 17. stoletju in njihovo vseprisotnost primerjajo s pokončnimi klavirji v zgodnjem 20. stoletju, vendar so tako kot druge vrste virginalov v 18. stoletju izginile iz uporabe.

### Ottavini
Tako italijanske kot severne šole so izdelovale miniaturne virginale, imenovane ottavino. Ottavini so bili postavljeni za oktavo višje od večjega instrumenta. V flamski tradiciji so jih pogosto – morda vedno – prodajali skupaj z velikimi virginali, na katere je bilo mogoče povezati ottavino (glej spodaj dvojne virginale). V italijanski tradiciji je bil ottavino običajno samostojno glasbilo, ki je bilo nameščeno v svojem zunanjem kovčku, tako kot večji italijanski instrumenti.

### Dvojni virginal
Flamska šola, zlasti družina Ruckers, je ustvarila posebno vrsto virginalov, znanih kot mati in otrok (moeder und kind). To je bilo sestavljeno iz dveh inštrumentov v enem: običajnega virginala (bodisi spineta ali muselara) z enim 8' registrom in ottavina z enim 4' registrom. Manjši ottavino je bil shranjen (prej kot predal) pod zvočno ploščo poleg klaviature večjega inštrumenta in se ga je dalo umakniti ter igrati kot ločen inštrument s tipkami. Lahko pa sta bila instrumenta tudi povezana skupaj, pri čemer je bil ottavino nameščen čez strune večjih virginalov (ko je bil jackrail odstranjen), tako da so priključki slednjih šli skozi režo na dnu ottavina. Priključki večjega inštrumenta so zdaj aktivirali tipke ottavina, tako da sta oba inštrumenta zvenela hkrati, kar je dalo bolj briljanten učinek.
Med inštrumenti v popisu Henrika VIII. Angleškega, ki ga je sestavil Philip Van Wilder leta 1553, se omenjajo »dva para dvojnih virginalles«, »en nov par dvojnih virginalles« in druge nejasne reference. Ti so starejši od najzgodnejše obstoječe Matere in otroka za 30 let (1581 Hans Ruckers), in najzgodnejših znanih dvojnih ročnih čembalov za približno 60 let. Izraz se je morda nanašal na njegov razpon.

## Dekoracija
Medtem ko so bili številni zgodnji virginali po vsej Evropi neokrašeni v navadnem lesu, so jih kmalu opremili z bogatim okrasjem, kar je morda prispevalo k preživetju številnih takih instrumentov. Tisti, ki so si lahko privoščili, niso prizanašali s stroški, od letvic na robovih ohišja, ohišja in letvic z imeni do okraskov s slonovino, biserom, marmorjem, ahatom, želvovinastim oklepom ali poldragimi kamni, da ne omenjamo zapletenega poslikave.
Večina flamskih virginalov je imela svoje zvočne plošče poslikane z rožami, sadjem, pticami, gosenicami, molji in celo kuhanimi kozicami, vse znotraj modrih nazobčanih robov in zapletenih modrih arabesk. Mnogi od teh motivov se zdijo simboli vstajenja. Naravne tipke so bile običajno prekrite s kostjo, ostrine pa so bile iz hrasta ali redkeje kostanja. Zunanjost ohišja je bila običajno marmorirana, medtem ko je bila notranjost okrašena z dovršenim tiskanim papirjem. Občasno je bila notranja stran pokrova okrašena; pogosteje je bila prekrita s tiskanimi papirji, okrašenimi z latinskim geslom, običajno povezanim z moralo ali glasbo. Moto je bil lahko nanesen tudi na letev tipkovnice. Nekateri tipični moto so:
- SIC TRANSIT GLORIA MVNDI ("Tako mineva slava sveta")
- MVSICA DVLCE LABORVM LEVAMEN ("Glasba je sladka tolažba dela")
- MVSICA DONVM DEI ("Glasba je Božji dar")

Nizozemski umetnik Jan Vermeer van Delft je bil eden izmed mnogih, ki je izdelal slike, vključno s primeri virginalov.
Za italijanske virginale ni bilo takega 'standardnega okrasja'. Kjer je bilo zunanje ohišje, je bilo to pogosto okrašeno, tako da je dejansko glasbilo čisto (običajno za beneške virginale). Ohišja so lahko okrasili s slikami grotesk, klasičnih prizorov ali intarzije, zvočne plošče pa so bile redko poslikane. Vrhovi tipk so bili lahko iz navadnega pušpana ali razkošno okrašeni (kot se je pogosto dogajalo v severni Italiji) s slonovino, ebenovino, biserom ali želvovo oklepom med drugim.
Tradicionalno so bile zvočne plošče tako severnih kot italijanskih virginalov prebodene z vrtnico, včasih z dvema ali tremi v zgodnjih dneh. Vrtnica ni imela akustične funkcije, ampak je bila izključno dekorativna. Čeprav so bili ti povratek k vrtnici v srednjeveški lutnji, nikoli niso bili izrezljani kot del zvočne plošče. Pri italijanskih glasbilih so bili običajno izdelani s kombiniranjem več plasti preluknjanega pergamenta, tako da je bil končni rezultat videti kot gotska vrtnica ali obrnjena poročna torta. Pri flamskih inštrumentih je bila vrtnica običajno ulita iz svinca in pozlačena ter običajno vključuje začetnice izdelovalca.

## Skladatelji in zbirke del
Beseda virginal se je v preteklosti lahko uporabljala za katero koli strunsko glasbilo s tipkami in ker je bilo v času razcveta virginalov zelo redko kakršen koli znak instrumentacije na glasbenih partiturah, skorajda ni nobene skladbe, za katero bi lahko rekli, da je posebej za ta instrument. Dejansko skoraj vsa renesančna glasba za klaviature zveni enako dobro na čembalu, virginalih, klavikordu ali orglah in dvomljivo je, da je kateri skladatelj imel v mislih določeno glasbilo, ko je pisal partiture za klaviature. Seznam skladateljev, ki so pisali za virginale (med drugimi glasbili), lahko najdete pod virginalist. Čeprav se 'virginalistična šola' običajno nanaša na angleške skladatelje, ne bi bilo napačno uporabiti besede v povezavi z nekaterimi celinskimi skladatelji s klaviaturami tega obdobja, kot sta Girolamo Frescobaldi in Giovanni Picchi ali Samuel Scheidt in Jan Pieterszoon Sweelinck.
Od kakega ducata tako imenovanih angleških le Virginal Book Elizabeth Rogers dejansko nosi to besedo v izvirnem naslovu: drugim zbirkam so to ime pripisali glasbeni učenjaki v 19. in 20. stoletju.

## Druga literatura
- Germann, Sheridan, "Harpsichord Decoration – A Conspectus" In The Historical Harpsichord, vol. IV. General Editor: Howard Schott. Pendragon Press, Hillsdale, NY, 2002. ISBN 0-945193-75-0
- Hubbard, Frank, Three Centuries of Harpsichord Making, 2nd ed., Harvard University Press, 1967. ISBN 0-674-88845-6
- Kottick, Edward, A History of the Harpsichord, Indiana University Press, 2003. ISBN 0-253-34166-3
- O'Brien, Grant, Ruckers: A Harpsichord and Virginal Building Tradition, Cambridge University Press, 2008. ISBN 978-0-521-06682-2
- Rueger, Christoph, Musical Instruments and Their Decoration, Seven Hills Books, Cincinnati, Ohio, 1986. ISBN 0-911403-17-5
- Russell, Raymond, The Harpsichord and Clavichord: an introductory study, 2nd ed., London : Faber and Faber, 1973. ISBN 0-571-04795-5
- Yorke, James, Keyboard Instruments at the Victoria and Albert Museum, Victoria and Albert Museum, London 1986. ISBN 0-948107-04-9